# Margherita di Tirolo-Gorizia
Margherita di Tirolo-Gorizia, detta Maultasch, letteralmente Boccagrande o Boccalarga (Castel Tirolo, 1318 – Vienna, 3 ottobre 1369), fu l'ultima contessa del Tirolo (1335-1363) del casato di Gorizia.

## Biografia

### Contessa del Tirolo

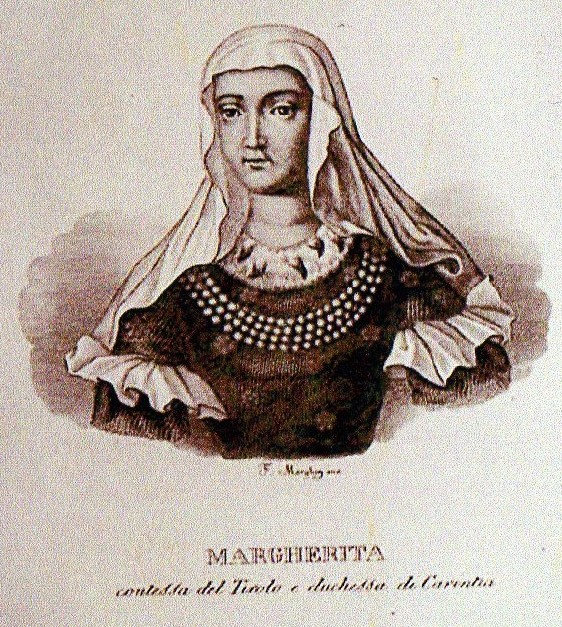
La contessa Margherita del Tirolo

Margherita nacque da Enrico Mainardo, conte del Tirolo e duca di Carinzia ed Adelaide di Braunschweig, nipote di Mainardo II. Nel 1330 sposò Giovanni Enrico di Lussemburgo, fratello di Carlo IV di Boemia (che più tardi sarebbe diventato imperatore). Nel 1330 Enrico, duca di Carinzia e conte di Tirolo, sottoscrisse un trattato con Ludovico il Bavaro, che gli garantiva la successione in linea femminile, se la figlia Margherita si fosse sposata con il consenso del sovrano. Nel 1335 Giovanni Enrico, dopo la morte del duca, assunse la reggenza del Tirolo; nel contempo il duca Alberto d'Austria occupò il ducato di Carinzia, in seguito a un accordo stipulato con Ludovico il Bavaro.
Nel novembre 1341 Margherita - cosa inusuale per una donna - ripudiò il marito Giovanni Enrico, esiliandolo dal Tirolo, e il 10 febbraio 1342 si unì in matrimonio con Ludovico di Brandeburgo, figlio dell'imperatore Ludovico il Bavaro. Il matrimonio suscitò grande scalpore nell'intera Europa, anche perché per motivi politici il papa Clemente VI non volle dichiarare nulle le precedenti nozze. Margherita e Ludovico, inoltre, erano parenti di terzo grado: per tale motivo i due neo-sposi furono scomunicati e la contea del Tirolo fu colpita da un interdetto.
A proposito del secondo matrimonio di Margherita, Ludovico il Bavaro aveva precedentemente chiesto un parere a Marsilio da Padova e Guglielmo da Ockham, i due grandi intellettuali ospiti alla sua corte. I due si erano pronunciati in senso favorevole: Ockham scrivendo una Consultatio de causa matrimoniali e Marsilio scrivendo tre formae. Nel primo trattatello - Forma divorcii matrimonialis - Marsilio provò a giustificare giuridicamente la dichiarazione di divorzio promossa da Ludovico il Bavaro in quanto imperatore. Con il secondo, intitolato De matrimonio, Marsilio intese sottolineare il carattere secolare dell'unione matrimoniale. Con il terzo - Forma dispensationis super affinitatem consanguinitatis - egli intese approntare un modello che giustificasse e autorizzasse, entro certi limiti, l'unione matrimoniale fra consanguinei.
Nonostante ciò alcuni difesero la coppia, a cominciare da Marsilio da Padova e Guglielmo di Ockham, i quali, nei loro scritti, presero le parti di questo “matrimonio civile” che, contrariamente alla prima unione, era stato benedetto dalla nascita di un bambino. Ludovico di Brandeburgo, inoltre, riuscì a farsi accettare come reggente del Tirolo. Quando, nel marzo 1347 Carlo di Lussemburgo assediò la sua ex cognata a castel Tirolo, Margherita si difese con valore e l'esercito nemico dovette abbandonare il territorio. Il bando venne revocato solamente nel 1359, grazie alla mediazione di Alberto II d'Austria. Dopo la morte del marito e di Mainardo III, l'unico erede avuto da Ludovico, la duchessa nominò proprio successore il parente Rodolfo IV d'Asburgo, che, nel 1363, le subentrò sul trono tirolese. Da quel momento, e per più di cinquecento anni, la storia del Tirolo coinciderà con quella della Casa d'Austria.

### Gli ultimi anni
Margherita trascorse gli ultimi anni della sua vita a Vienna, dove la sua residenza avrebbe dato il nome di “Margaretengrund” (terreno di Margherita) ad un intero sobborgo. La contessa, però, continuò a fare i suoi soggiorni estivi a Predazzo. Margherita morì il 3 ottobre 1369 all'età di 51 anni e fu sepolta a Vienna nella chiesa dei Minoriti.: venne tumulata accanto a Isabella d'Aragona, moglie di Federico il Bello, duca d'Austria. I suoi genitori e il grande Mainardo II riposano, invece, nella cripta dell'abbazia di Stams, in Austria.

## Il soprannome "Maultasch"

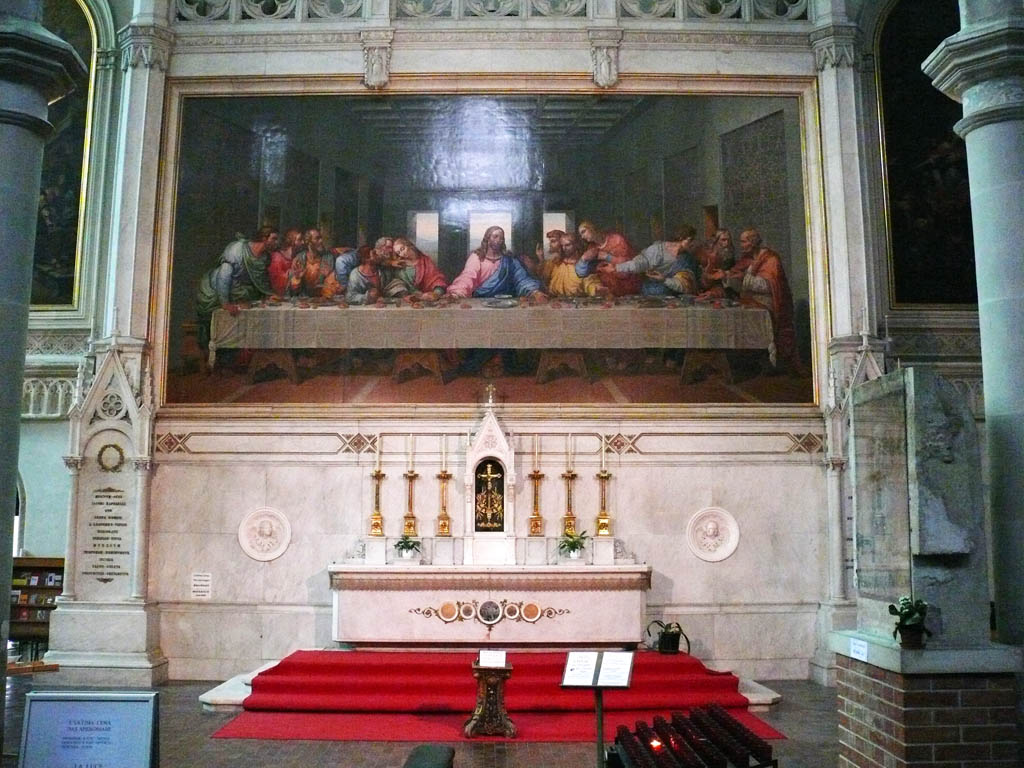
La tomba di Margherita di Tirolo
(chiesa dei Minoriti a Vienna)

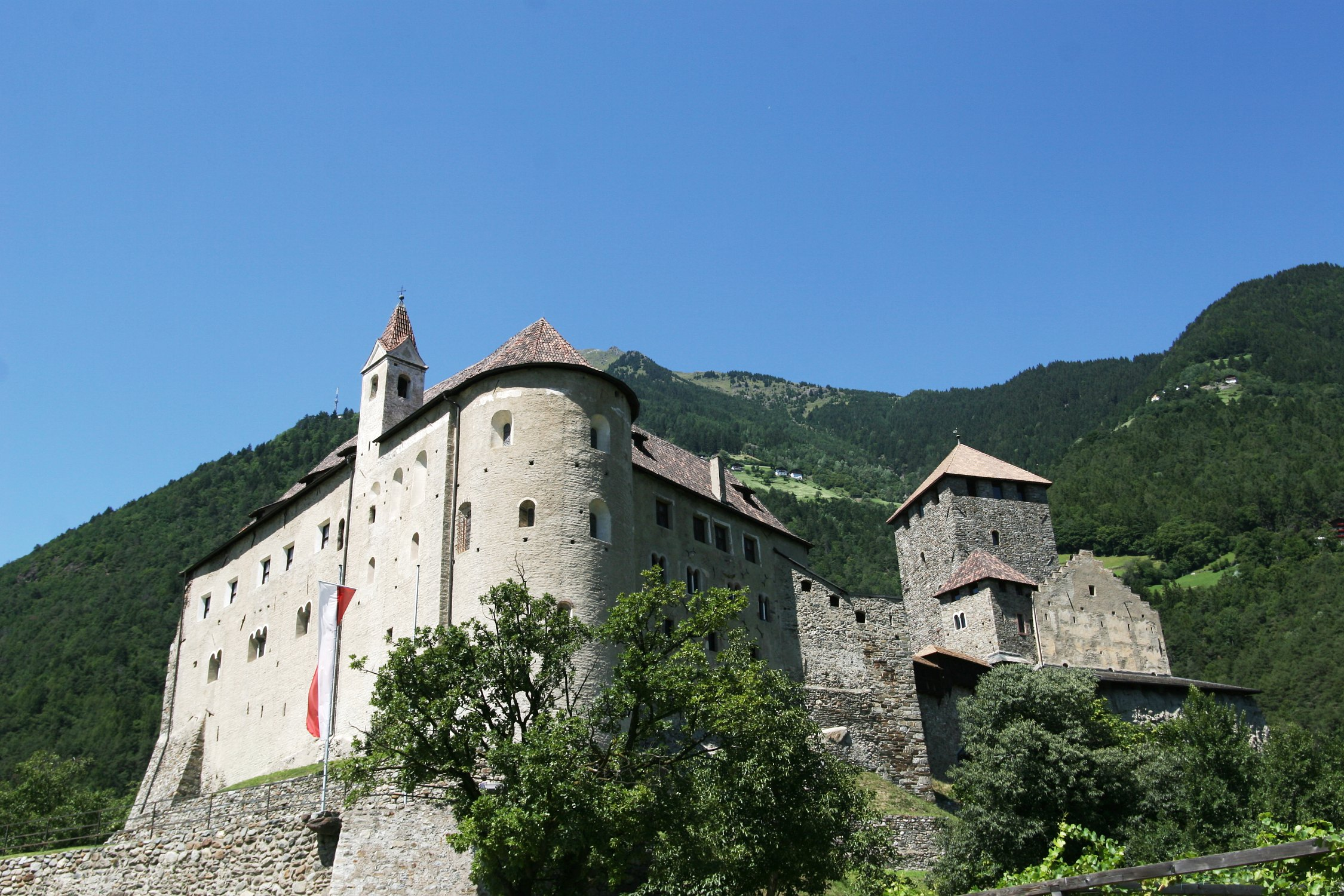
Castel Tirolo, residenza di Margherita

Il titolo ufficiale di Margherita, nei documenti, era "fuerstinn frow Margret, herczoginn ze Payrn vnd grefinne ze Tyrol". Il soprannome "Maultasch" invece (letteralmente "muso a borsa" e traducibile con "bocca sfigurata", "bocca grande" o "bocca larga") comparve per la prima volta attorno al 1366 in una versione bavarese della "Cronaca Universale Sassone" (Sächsische Weltchronik) e venne ripreso in una "Cronaca austriaca" (Österreichische Chronik) del 1393. L'espressione valeva più o meno come "prostituta, donna di facili costumi", e così veniva impiegata principalmente nella propaganda papale e in Boemia.
A partire dal 1425 al soprannome venne attribuito un valore letterale (Maultasch significa bocca a borsa), facendo così ritenere che il volto di Margherita fosse caratterizzato da una bocca deforme (Filippo Villani nel 1400 la definì "medusa"). Pertanto la leggenda che vuole Margherita di particolare bruttezza è probabilmente infondata: i contemporanei, al contrario, l'hanno descritta come assai gradevole. I ritratti, in ogni caso, mostrano una donna non bella ma neppure così brutta. Pure l'ipotesi che il soprannome derivi da un suo parlare sboccato non ha alcun fondamento storico.
Una terza spiegazione fa derivare questo soprannome da una delle località dove Margherita probabilmente amava soggiornare, castel Neuhaus presso Terlano (BZ), allora noto al volgo come castel "Maultasch", nome derivante dalla sottostante dogana, il cui nome origina dal latino "mala tasca" ("trappola per topi").

## Galleria d'immagini

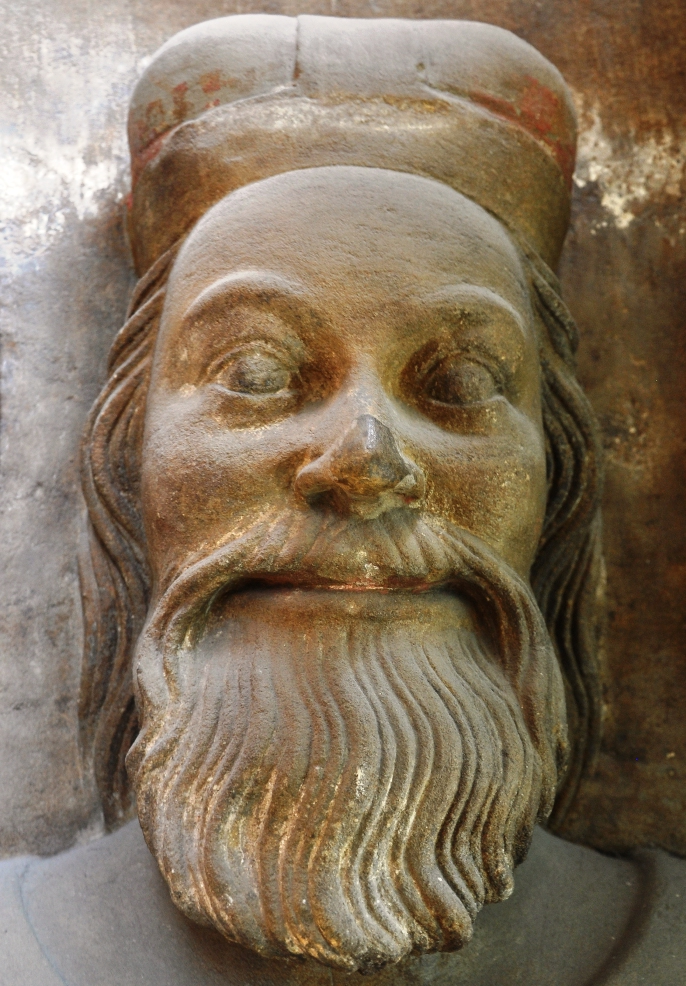
Giovanni Enrico di Lussemburgo (primo consorte)
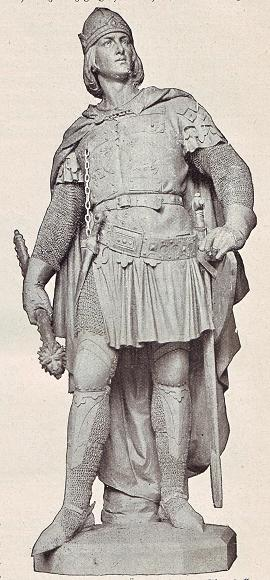
Ludovico V di Baviera (secondo marito)
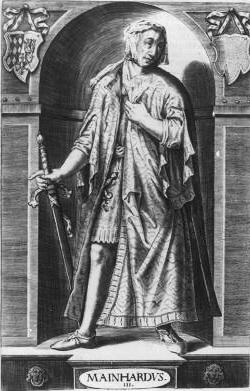
Mainardo III (il figlio)
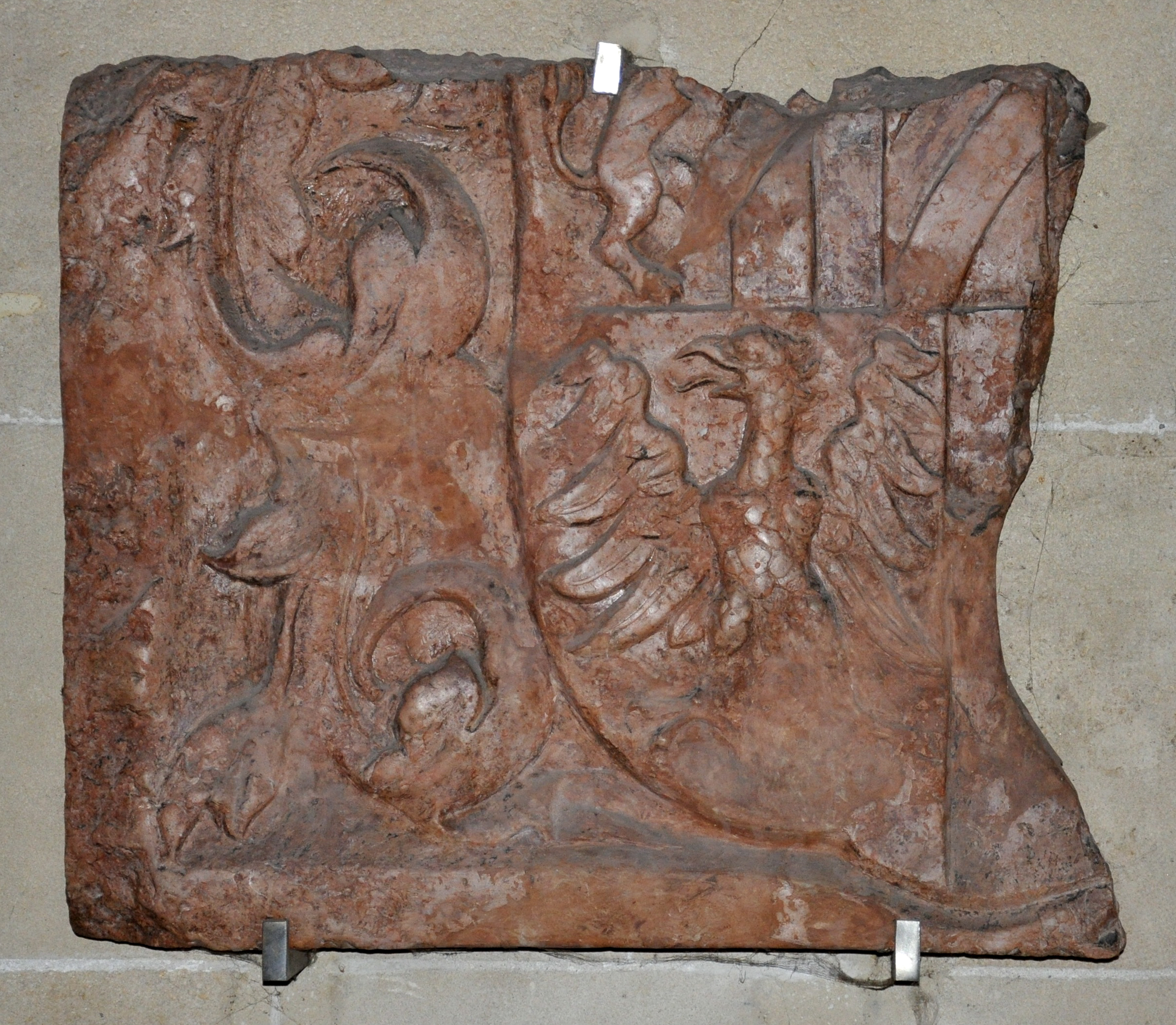
Lapide funebre di Margherita
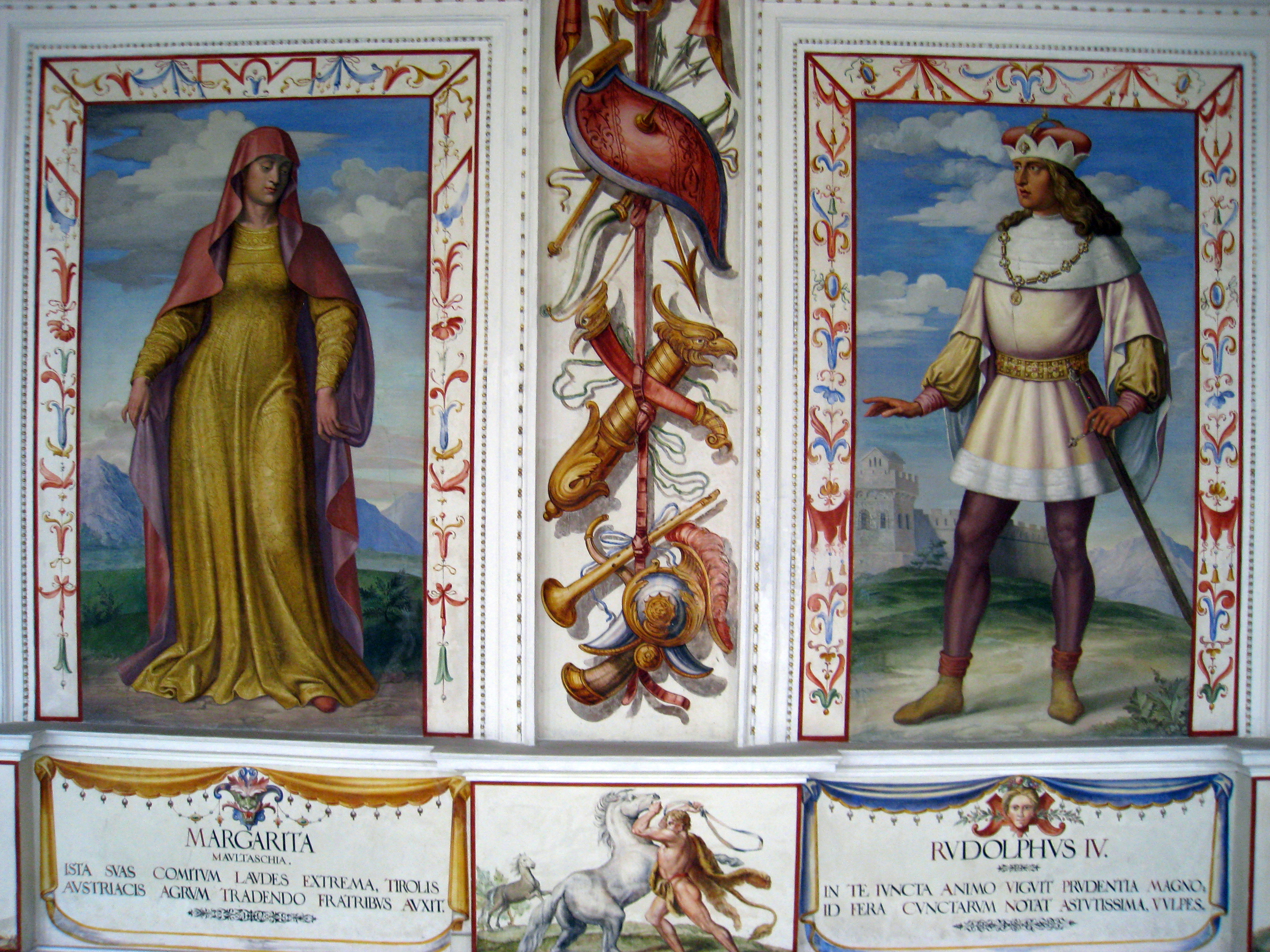
Margherita e Rodolfo IV d'Asburgo
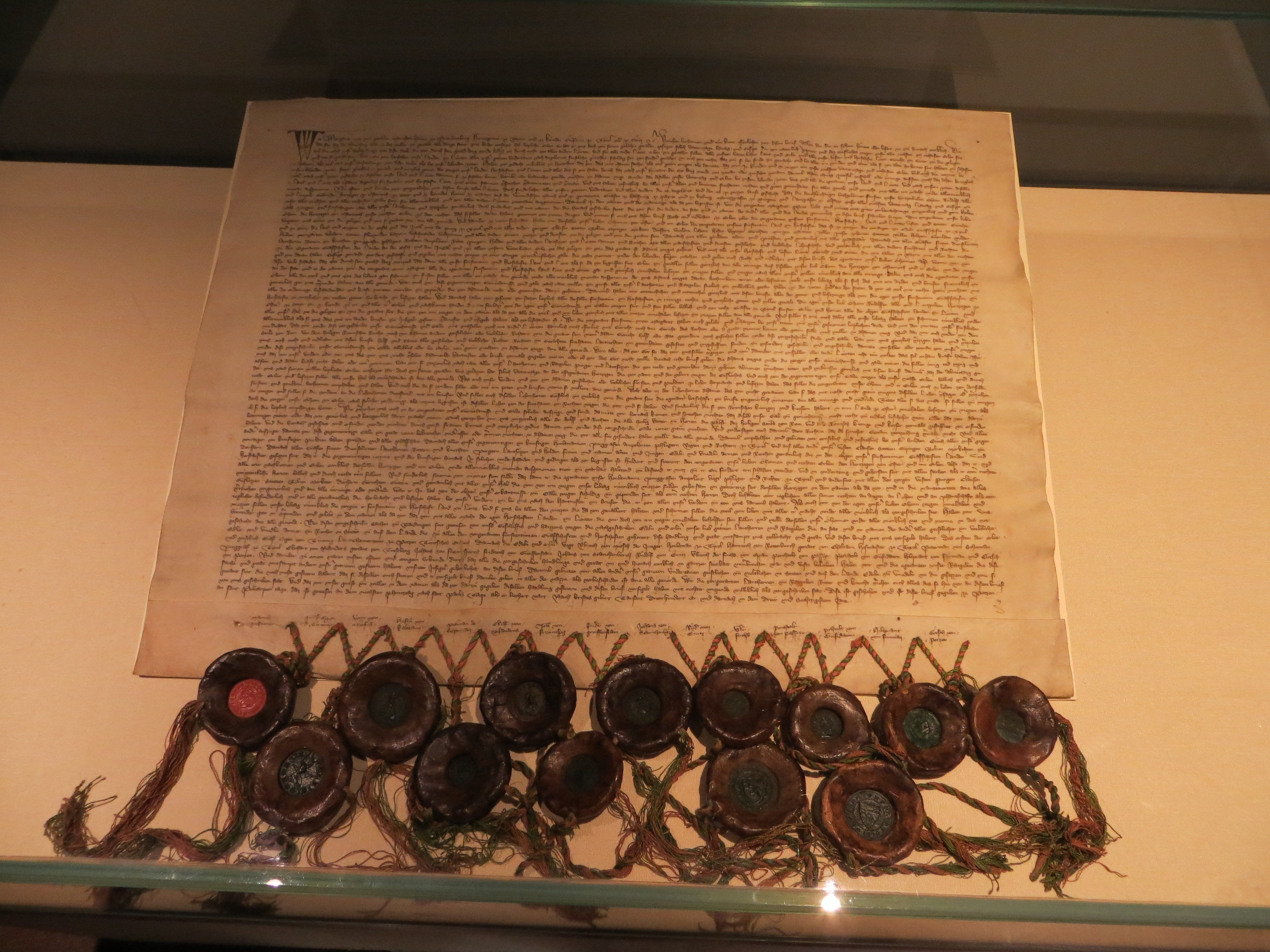
L'atto di donazione

## Ascendenza
|                                |                                 |                                | Genitori                         |  |  | Nonni |  |  | Bisnonni                     |  |  | Trisnonni                  |  |
|                                |                                 |                                |                                  |  |  |       |  |  | Mainardo I di Tirolo-Gorizia |  |  | Enghelberto III di Gorizia |  |
|                                |                                 |                                |                                  |  |  |       |  |  | Mainardo I di Tirolo-Gorizia |  |  | Enghelberto III di Gorizia |  |
|                                |                                 | Matilde di Andechs             |                                  |  |  |       |  |  | Mainardo I di Tirolo-Gorizia |  |  |                            |  |
| Mainardo II di Tirolo-Gorizia  |                                 |                                |                                  |  |  |       |  |  | Mainardo I di Tirolo-Gorizia |  |  |                            |  |
|                                |                                 | Adelaide del Tirolo            | Alberto III di Tirolo            |  |  |       |  |  |                              |  |  |                            |  |
|                                |                                 | Adelaide del Tirolo            | Alberto III di Tirolo            |  |  |       |  |  |                              |  |  |                            |  |
|                                |                                 | Adelaide del Tirolo            | Uta di Frontenhausen-Lechsgemünd |  |  |       |  |  |                              |  |  |                            |  |
| Enrico di Tirolo-Gorizia       |                                 | Adelaide del Tirolo            |                                  |  |  |       |  |  |                              |  |  |                            |  |
|                                |                                 | Ottone II di Baviera           | Ludovico I di Baviera            |  |  |       |  |  |                              |  |  |                            |  |
|                                |                                 | Ottone II di Baviera           | Ludovico I di Baviera            |  |  |       |  |  |                              |  |  |                            |  |
|                                |                                 | Ottone II di Baviera           | Ludmilla di Boemia               |  |  |       |  |  |                              |  |  |                            |  |
| Elisabetta di Baviera          |                                 | Ottone II di Baviera           |                                  |  |  |       |  |  |                              |  |  |                            |  |
|                                |                                 | Agnese del Palatinato          | Enrico V del Palatinato          |  |  |       |  |  |                              |  |  |                            |  |
|                                |                                 | Agnese del Palatinato          | Enrico V del Palatinato          |  |  |       |  |  |                              |  |  |                            |  |
|                                |                                 | Agnese del Palatinato          | Agnese di Hohenstaufen           |  |  |       |  |  |                              |  |  |                            |  |
| Margherita di Tirolo-Gorizia   |                                 | Agnese del Palatinato          |                                  |  |  |       |  |  |                              |  |  |                            |  |
|                                | Alberto I di Brunswick-Lüneburg | Ottone I di Brunswick-Lüneburg |                                  |  |  |       |  |  |                              |  |  |                            |  |
|                                | Alberto I di Brunswick-Lüneburg | Ottone I di Brunswick-Lüneburg |                                  |  |  |       |  |  |                              |  |  |                            |  |
|                                | Alberto I di Brunswick-Lüneburg | Matilda del Brandeburgo        |                                  |  |  |       |  |  |                              |  |  |                            |  |
| Enrico I di Brunswick-Lüneburg | Alberto I di Brunswick-Lüneburg |                                |                                  |  |  |       |  |  |                              |  |  |                            |  |
|                                |                                 | Alessia del Monferrato         | Bonifacio II del Monferrato      |  |  |       |  |  |                              |  |  |                            |  |
|                                |                                 | Alessia del Monferrato         | Bonifacio II del Monferrato      |  |  |       |  |  |                              |  |  |                            |  |
|                                |                                 | Alessia del Monferrato         | Margherita di Savoia             |  |  |       |  |  |                              |  |  |                            |  |
| Adelaide di Brunswick-Lüneburg |                                 | Alessia del Monferrato         |                                  |  |  |       |  |  |                              |  |  |                            |  |
|                                |                                 | Alberto II di Meißen           | Enrico III di Meißen             |  |  |       |  |  |                              |  |  |                            |  |
|                                |                                 | Alberto II di Meißen           | Enrico III di Meißen             |  |  |       |  |  |                              |  |  |                            |  |
|                                |                                 | Alberto II di Meißen           | Costanza di Babenberg            |  |  |       |  |  |                              |  |  |                            |  |
| Agnese di Meißen               |                                 | Alberto II di Meißen           |                                  |  |  |       |  |  |                              |  |  |                            |  |
|                                |                                 | Margherita di Sicilia          | Federico II di Svevia            |  |  |       |  |  |                              |  |  |                            |  |
|                                |                                 | Margherita di Sicilia          | Federico II di Svevia            |  |  |       |  |  |                              |  |  |                            |  |
|                                |                                 | Margherita di Sicilia          | Isabella d'Inghilterra           |  |  |       |  |  |                              |  |  |                            |  |
|                                |                                 | Margherita di Sicilia          |                                  |  |  |       |  |  |                              |  |  |                            |  |